# Mistrzostwa Europy kadetów w piłce siatkowej
Mistrzostwa Europy kadetów w piłce siatkowej – międzynarodowe rozgrywki siatkarskie organizowane cyklicznie (od 1995 co 2 lata) przez Europejską Konfederację Piłki Siatkowej (CEV) dla narodowych reprezentacji kadetów do lat 19 ze wszystkich europejskich krajowych związków piłki siatkowej.
Pierwszy w historii turniej o mistrzostwo Europy kadetów rozegrano w Hiszpanii w Barcelonie w 1995 roku. Do tej pory najwięcej tytułów Mistrzów Europy Kadetów zdobywali zawodnicy Rosji (4 razy). Reprezentacja Polski dwa razy zdobyła mistrzostwo (2005, 2015), trzy razy wicemistrzostwo (2001, 2003, 2007) i dwa razy uplasowała się na trzecim miejscu (1995, 1997).

## Medaliści
| Rok  | Gospodarz         | Złoto   | Srebro  | Brąz     | Polska       |
| ---- | ----------------- | ------- | ------- | -------- | ------------ |
| 1995 | Barcelona         | Rosja   | Włochy  | Polska   | 3. miejsce   |
| 1997 | Púchov            | Włochy  | Grecja  | Polska   | 3. miejsce   |
| 1999 | Gdańsk            | Rosja   | Niemcy  | Czechy   | 4. miejsce   |
| 2001 | Liberec           | Rosja   | Polska  | Francja  | 2. miejsce   |
| 2003 | Zagrzeb           | Rosja   | Polska  | Włochy   | 2. miejsce   |
| 2005 | Ryga              | Polska  | Francja | Włochy   | 1. miejsce   |
| 2007 | Wiedeń/Krems      | Francja | Polska  | Belgia   | 2. miejsce   |
| 2009 | Rotterdam         | Francja | Serbia  | Rosja    | 4. miejsce   |
| 2011 | Ankara            | Serbia  | Francja | Rosja    | 9. miejsce   |
| 2013 | Laktaši / Belgrad | Rosja   | Polska  | Belgia   | 2. miejsce   |
| 2015 | Ankara            | Polska  | Włochy  | Turcja   | 1. miejsce   |
| 2017 | Győr / Púchov     | Czechy  | Włochy  | Turcja   | 5. miejsce   |
| 2018 | Zlin / Púchov     | Niemcy  | Czechy  | Włochy   | brak udziału |
| 2020 | Lecce             | Włochy  | Czechy  | Polska   | 3. miejsce   |
| 2022 | Tbilisi           | Włochy  | Francja | Bułgaria | 8. miejsce   |
| 2024 | Płowdiw / Sofia   | Francja | Włochy  | Polska   | 3. miejsce   |

## Klasyfikacja medalowa
| Msc. | Reprezentacja |   |   |   | Razem |
| ---- | ------------- | - | - | - | ----- |
| 1.   | Rosja         | 5 | − | 2 | 7     |
| 2.   | Polska        | 2 | 4 | 3 | 9     |
| 3.   | Francja       | 2 | 2 | 1 | 5     |
| 4.   | Włochy        | 2 | 2 | 2 | 6     |
| 5.   | Serbia        | 1 | 1 | - | 2     |
| 6.   | Grecja        | − | 1 | − | 1     |
| 6.   | Niemcy        | − | 1 | − | 1     |
| 7.   | Belgia        | - | - | 2 | 2     |
| 8.   | Czechy        | - | 1 | 1 | 2     |
| 9.   | Turcja        | - | - | 1 | 1     |

## Gospodarze Mistrzostw Europy
| Gospodarze | Państwa (Lata) |
| ---------- | --- |
| 2          | Turcja (2011, 2015) |
| 1          | Hiszpania (1995) · Słowacja (1997) · Polska (1999) · Czechy (2001) · Chorwacja (2003) · Łotwa (2005) · Austria (2007) · Holandia (2009) · Serbia (2013) · Bośnia i Hercegowina (2013) · Włochy (2020) |